# Attaque contre des militaires du 25 août 2017 à Bruxelles
L'attentat du 25 août 2017 à Bruxelles est une attaque terroriste visant trois militaires patrouillant dans la rue dans le cadre de l’opération « Vigilant Guardian ». Ils ont été attaqués au couteau par un individu aux cris de « allahu akbar », et l'un d'eux a été blessé légèrement à la main. Les militaires ripostent et tuent l'assaillant. L'attaque est revendiquée par l’État islamique via son agence de propagande.

## Déroulement des faits
Les faits se déroulent sur le boulevard Émile Jacqmain à Bruxelles, le 25 août 2017 en soirée, vers 20 h 20,. Le terroriste agresse trois militaires avec un couteau en criant à deux reprises « allahu akbar, l'un d'eux réplique par deux coups de feu. Le parquet de Bruxelles indique rapidement que les tirs ont été réalisés conformément aux règles d'engagement fixées aux militaires de l'opération « Vigilant Guardian ». Un des trois soldats est légèrement blessé à la main.
Un périmètre de sécurité est établi, tandis que les services de police arrivent sur place.
Le terroriste, réanimé dans un premier temps, succombe finalement à ses blessures dans la nuit.
Celui-ci portait sur lui, en plus de son couteau, deux corans et une arme à feu factice.

## Contexte
Cette attaque terroriste a lieu dans un contexte d'alerte terroriste de niveau trois dans l'ensemble du pays, sur recommandation de l'OCAM. Des militaires sont engagés dans la rue depuis le démantèlement de la cellule terroriste de Verviers en janvier 2015, dans le cadre de l'opération « Vigilant Guardian ».

## L'auteur
L'auteur des faits, Haashi Ayaanle, est un Belge d'origine somalienne né en 1987, arrivé en Belgique en 2004, et ayant obtenu la nationalité belge en 2015,.
Jusqu'en février 2017, il travaille en tant qu'ouvrier dans une usine d'acier à Eeklo. Il est renvoyé après avoir planté un tournevis dans l'épaule d'une collègue.
Haashi Ayaanle était en lien avec une cellule islamiste fondamentale somalienne, par le biais d'internet.

## L'enquête
L'enquête relative à une « tentative d’assassinat dans un contexte terroriste » est confiée à la section anti-terroriste du parquet fédéral. L'investigation concernant l'usage d'armes par les militaires est réalisée par le parquet de Bruxelles.
Une perquisition est réalisée dans la nuit du 25 au 26 août au domicile du terroriste à Bruges. Aucune arme, explosif, ou drapeau de l'État islamique n'est découvert lors de celle-ci.

## Conséquences
Le niveau de la menace terroriste reste inchangé, et est toujours fixée par l'OCAM à un niveau de trois sur une échelle qui va jusque quatre. Soit qu'une attaque terroriste est possible et vraisemblable.
Quelques jours après l'attaque, le 28 août 2017, le général-major de l'armée Marc Thys, annonce que les militaires devraient continuer leurs patrouilles dans la rue, au moins jusqu'en 2020.

## Revendication
L'organisation terroriste État islamique revendique l'attentat le 26 août via l’Amaq.